# Patinage artistique aux Jeux olympiques de la jeunesse d'hiver de 2020
Navigation
2016 2024
Les cinq épreuves de patinage artistique aux Jeux olympiques de la jeunesse d'hiver de 2020 ont lieu du 10 au 15 janvier 2020 à la patinoire de Malley à Lausanne en Suisse.

## Résultats
| Épreuve           | Or | Argent | Bronze |
| ----------------- | --- | --- | --- |
| Individuel hommes | Yuma Kagiyama | Andrei Mozalev                                                                                                | Daniil Samsonov |
| Individuel femmes | You Young (en) | Kseniia Sinitsyna                                                                                             | Anna Frolova |
| Couples           | Russie Apollinariia Panfilova Dmitry Rylov                                                                          | Russie Diana Mukhametzianova Ilya Mironov                                                                     | Géorgie Alina Butaeva Luka Berulava (en)                                                                                |
| Danse sur glace   | Russie Irina Khavronina Dario Cirisano                                                                              | Russie Sofya Tyutyunina Alexander Shustitskiy                                                                 | États-Unis Katarina Wolfkostin Jeffrey Chen                                                                             |
| Équipes mixtes    | Équipe Courage Arlet Levandi Ksenia Sinitsyna Alina Butaeva et Luka Berulava (en) Utana Yoshida et Shingo Nishiyama | Équipe Focus Yuma Kagiyama Kate Wang Cate Fleming et Jedidah Isbell Sofya Tyutyunina et Alexander Shustitskiy | Équipe Vision Andrei Mozalev Regina Schermann Sofiia Nesterova et Artem Darenskyi Natalie D'Alessandro et Bruce Waddell |

## Tableau des médailles
| Rang  | Nation       | Or | Argent | Bronze | Total |
| ----- | ------------ | -- | ------ | ------ | ----- |
| 1     | Russie       | 2  | 4      | 2      | 8     |
| 2     | Japon        | 1  | 0      | 0      | 1     |
| 2     | Corée du Sud | 1  | 0      | 0      | 1     |
| 4     | États-Unis   | 0  | 0      | 1      | 1     |
| 4     | Géorgie      | 0  | 0      | 1      | 1     |
| Total | Total        | 4  | 4      | 4      | 12    |